# Ștefan Petrescu
Ștefan Petrescu (* 1. Juli 1931 in Râmnicu Sărat; † 1993) war ein rumänischer Sportschütze.

## Erfolge
Ștefan Petrescu nahm an zwei Olympischen Spielen teil: bei den Olympischen Spielen 1956 in Melbourne stellte er im Wettbewerb mit der Schnellfeuerpistole über 25 m mit 587 Punkten einen neuen olympischen Rekord auf. Damit belegte er den ersten Platz und wurde Olympiasieger. Vier Jahre darauf belegte er in Rom mit 585 Punkten den fünften Platz und blieb nur zwei Punkte hinter den drei punktgleichen Medaillengewinnern. Zwischen den Spielen gelang ihm bei den Weltmeisterschaften im Jahr 1958 in Moskau der Gewinn der Bronzemedaille. Nach seiner Karriere als aktiver Sportschütze wurde er Schießtrainer.